# Eluveitie
Eluveitie je švýcarská folkmetalová skupina založená v roce 2002. Jejich styl hudby se dá popsat jako kombinace keltské lidové hudby s melodic death metalem. Některé jejich skladby jsou zpívány v mrtvém keltském jazyce galštině.

## Historie
Skupina byla založena v zimě roku 2002 Christianem "Chrigelem" Glanzmannem jako studiový projekt s účastí různých hudebníků. V říjnu následujícího roku spatřilo světlo světa MCD Vên (v galštině výraz pro divoké veselí). Chrigel se posléze rozhodl udělat z Eluveitie plnohodnotnou skupinu a shromáždil kolem sebe dalších devět hudebníků.
Krátce nato skupina odehrála své první koncerty (mimo jiné na švýcarském metalovém festivalu Elements of Rock) a podepsala smlouvu s nizozemskou nahrávací společností Fear Dark, pod jejíž hlavičkou v roce 2004 Eluveitie opětovně nahráli album Vên. Následovala další živá vystoupení, například na akcích Fear Dark Festivals nebo jako předkapela zavedených pagan/folk metalových skupin Korpiklaani nebo Cruachan. V tomto období se z Eluveitie stala skupina na plný úvazek a z nejrůznějších důvodů ji opustilo sedm z deseti jejích dosavadních členů. Chrigel Glanzmann, Sevan Kirder a Meri Tadic přibrali dalších šest členů včetně Sevanova bratra Rafiho.
V roce 2006 Eluveitie vydali v limitované edici album na počest německo-islandské skupiny Falkenbach, aby tak oslavili její patnácté výročí. Toto album obsahuje také cover verzi písně "Vanadis".
Začátkem roku 2006 došlo opět ke změnám v sestavě Eluveitie. Sarah Kiener nahradila Anna Murphy s niněrou a také odešla Linda Suter.
Ve druhém čtvrtletí roku 2006 skupina vydala u společnosti Fear Dark další album s názvem Spirit a v září téhož roku se vydala na evropské turné spolu s německými Odroerir. Na konci roku 2006 podepsali Eluveitie nový kontrakt s německou společností Twilight Records. Na počátku roku 2007 se objevili na Ragnarök Festival.

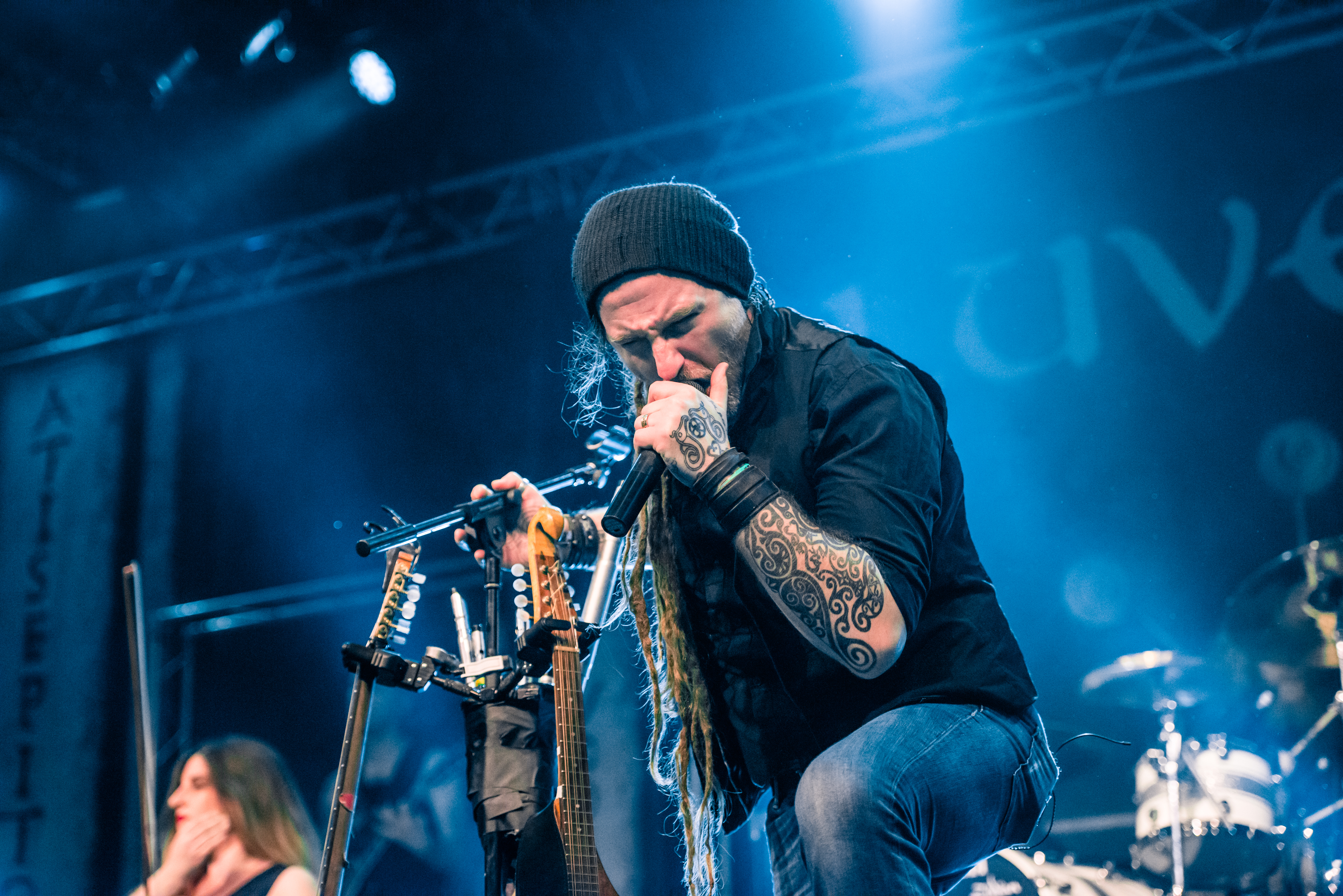
Chrigel Glanzmann

V listopadu 2007 podepsali Eluveitie smlouvu se společností Nuclear Blast. Jejich nové studiové album Slania (název je podle dívčího jména, které Chrigel zahlédl na 2500 let starém náhrobku) bylo vydáno 15. února 2008.
4. června 2008 bratři Rafi (basa) a Sevan (dudy) Kirderovi oznámili na MySpace, že po slovinském koncertu na Metal Camp Open Air 8. června 2008 skupinu opustí.
V roce 2008 byl také ohlášen další projekt Eluveitie s názvem Evocation. První část alba, Evocation I: The Arcane Dominion, vyšla v dubnu 2009. V květnu byla vydána speciální edice jejich nového alba s názvem Slania / Evocation I – The Arcane Metal Hammer Edition . 15. dubna také vyšel časopis Metal Hammer s šesti skladbami z Evocation I – The Arcane Dominion a šesti z alba Slania.17. září skupina oznámila, že pracuje na novém albu Everything Remains (As It Never Was), které bylo nakonec vydáno 19. února 2010.
V květnu 2016 kapelu opustil dlouholetý bubeník Merlin Sutter. V návaznosti na jeho odchod z kapely odešel i kytarista Ivo Henzi a zpěvačka a niněristka Anna Murphy. Zbylí členové kapely potvrdili, že ohlášené koncerty odehrají s novou sestavou. V prosinci pak oznámili, že dali dohromady novou sestavu, kterou zveřejní 5. ledna 2017. Nové spoluhráče se nakonec rozhodli zveřejňovat postupně na svém webu, kde bylo spuštěno odpočítávaní do 5. ledna, kdy byl oznámen poslední člen skupiny.
Během léta roku 2017 bylo vydáno akustické album Evocation II: Pantheon. Po dokončení podpůrného turné k této desce začali členové skupiny nahrávat další album, tentokrát čistě metalové. To se bude jmenovat Ategnatos a má vyjít v dubnu 2019.

## Současní členové
- Christian Glanzmann – zpěv, mandolína, mandola, píšťaly, dudy, akustická kytara, irské loketní dudy, irský buben
- Fabienne Erni – zpěv, keltská harfa, mandola
- Rafael Salzmann – kytara
- Jonas Wolf – kytara
- Kay Brem – basová kytara, akustická basová kytara
- Matteo Sisti – dudy, píšťaly
- Nicole Ansperger – housle
- Alain Ackermann – bicí
- Michalina Malisz – niněra

## Bývalí členové
- Merlin Sutter – bicí

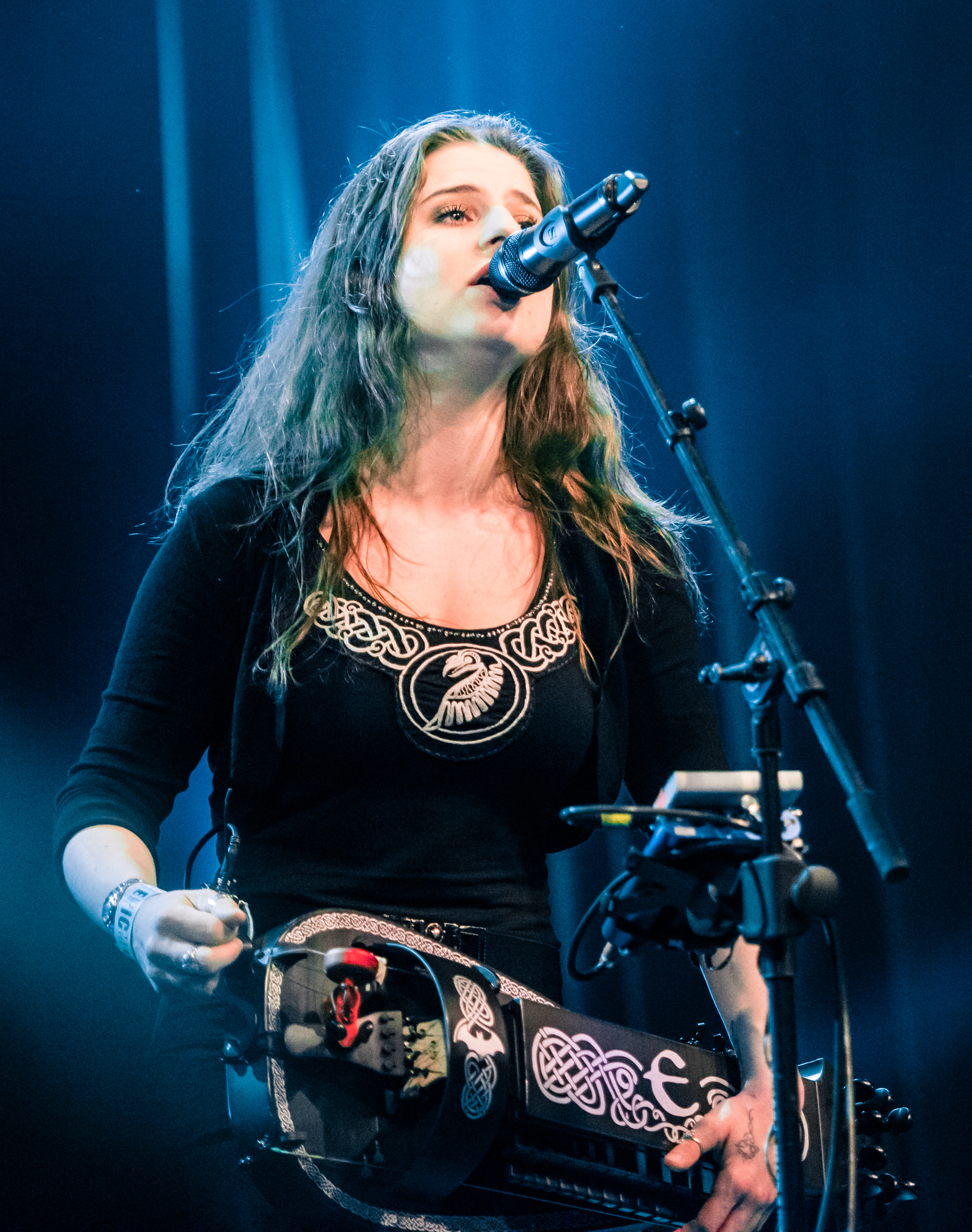
Anna Murphy

- Ivo Henzi – doprovodná kytara, akustická kytara
- Anna Murphy – niněra, zpěv, flétna
- Meri Tadic – housle, zpěv [9]
- Sevan Kirder – dudy, flétna, píšťaly, zpěv
- Rafi Kirder – basová kytara, zpěv
- Linda Suter – housle, zpěv
- Sarah Wauquiez – niněra, roh, akordeon, zpěv
- Dani Fürer – sólová kytara
- Dide Marfurt – niněra, dudy
- Gian Albertin – basa, zpěv, zvukové efekt
- Dario Hofsetter – bicí
- Yves Tribelhorn – doprovodná kytara
- Philipp Reinmann – buzuki
- Mattu Ackerman – housle
- Patrick "Päde" Kistler – píšťaly, dudy

## Hostující hudebníci
- Fredy Schnyder – kytara; Nucleus Torn (na albu "Evocation I – The Arcane Dominion")
- Mina the fiddler – housle; Branâ Keternâ (na albu "Evocation I – The Arcane Dominion")
- Oliver Sa Tyr – Nyckelharpa; Sava (na albu "Evocation I – The Arcane Dominion")
- Alan Averill – zpěv (na albu "Evocation I – The Arcane Dominion")

## Diskografie
- Spirit (2006)
- Slania (2008)
- Evocation I: The Arcane Dominion (2009)
- Everything Remains (As It Never Was) (2010)
- Helvetios (2012)
- Origins (2014)
- Evocation II: Pantheon (2017)
- Ategnatos (2019)

Demo
- Vên (2003, znovu vydáno 2004)